# Hotel Gellért
Danubius Hotel Gellért (maďarsky Gellért szálló) je luxusní hotel nacházející se na úpatí Gellértovy hory v jedenáctém obvodu maďarského hlavního města Budapešti, zvaném Újbuda. Nedaleko hotelu vede přes Dunaj most Szabadság híd. Budova je postavena v secesním stylu a vyzdobena keramickými obklady od firmy Zsolnay a vitrážemi Bozó Stanisitse s motivy z maďarské mytologie. Projektovali ji architekti Ármin Hegedűs, Arthur Sebestyén a Isidor Sterk, stavba byla zahájena v roce 1912, protáhla se kvůli první světové válce a hotel byl otevřen v září 1918. Byl pojmenován podle svatého Gerarda Sagreda, patrona Budapešti. Za druhé světové války byl poškozen bombardováním, rekonstrukce trvala do roku 1962. Od roku 1981 patří společnosti Danubius Hotels Group (původně státní, od roku 1991 privatizované).
Hotel má 234 pokojů, patří k němu termální lázně Gellért fürdő s třemi venkovními a deseti krytými bazény, vířivkou a saunou. Voda je teplá 35–40 °C a obsahuje vápník, sodík, sírany a fluoridy, lázně jsou indikovány především při chorobách pohybového ústrojí. Vyhlášená je i hotelová restaurace, kterou vedl Károly Gundel.
V hotelu se natáčely filmy Šachový turnaj a Akumulátor 1. Každoročně se zde koná slavnostní předávání literární ceny Balassi Bálint-emlékkard.